# مارسيا غريفيثز
مارسيا غريفيثز (بالإنجليزية: Marcia Griffiths)‏ هي مغنية جامايكية، ولدت في 23 نوفمبر 1949 في كينغستون في جامايكا.

## وصلات خارجية
- الموقع الرسمي
- مارسيا غريفيثز على موقع IMDb (الإنجليزية)
- مارسيا غريفيثز على موقع ألو سيني (الفرنسية)
- مارسيا غريفيثز على موقع ميوزك برينز (الإنجليزية)
- مارسيا غريفيثز على موقع أول موفي (الإنجليزية)
- مارسيا غريفيثز على موقع إن إن دي بي (الإنجليزية)
- مارسيا غريفيثز على موقع أول ميوزيك (الإنجليزية)
- مارسيا غريفيثز على موقع ديسكوغز (الإنجليزية)
- مارسيا غريفيثز على موقع قاعدة بيانات الفيلم (الإنجليزية)
- مارسيا غريفيثز على موقع كينوبويسك (الروسية)